# Mohammad Al-Sahlawi
Mohammad Al-Sahlawi (ur. 10 stycznia 1987, Hofuf) – saudyjski piłkarz występujący na pozycji napastnika oraz w reprezentacji narodowej.